# Jerusalem-Projekt
Das Jerusalem-Projekt ist eine schweizerisch-israelisch-palästinensische Initiative zur Schaffung neuer, unerwarteter Perspektiven, die eine Win-Win-Situation für Israelis und Palästinenser eröffnen soll. Erste Aktivitäten begannen 2003; eine systematische Kooperation von drei wesentlichen Partnern wurde nach jahrelangen Vorbereitungen im Oktober 2008 initiiert und auf eine Zeitdauer von 20 Jahren angelegt.

## Kooperationspartner
Das International Peace and Cooperation Center (IPCC) mit Sitz in Ost-Jerusalem ist eine palästinensische, gemeinnützige Organisation, die den Aufbau der Zivilgesellschaft und die städtische Forschung und Entwicklung der palästinensischen Gemeinschaft fördert. Sie leistet einen Beitrag zur Verbesserung der Lebensbedingungen der Bewohner Ostjerusalems und seiner Umgebung.
Das Futura-Institut (FI) in Westjerusalem versteht sich als Denkfabrik zur Reflexion der Zukunft Israels aus geopolitischer, sozialer, wirtschaftlicher und kultureller Perspektive. Dieser Think Tank ist inspiriert aus einer Vision von Theodor Herzl, welche er in seinem Roman Altneuland (1902) entwarf.
Das Lassalle-Institut (LI), beheimatet im Lassalle-Haus, richtet sich an Führungskräfte in Wirtschaft, Politik und anderen Bereichen der Gesellschaft, mit dem Ziel eine ethisch getragene Wertekultur zu vermitteln. Jerusalem – offene Stadt zur Erlernung des Friedens in der Welt ist das wichtigste Projekt des Lassalle-Instituts. Arbeitssitzungen mit den Projektpartnern in Jerusalem und in der Schweiz, Konferenzen im Lassalle-Haus Bad Schönbrunn, regelmäßige Besuche bei den Vereinten Nationen in New York und nicht zuletzt der Einsatz verschiedener Methoden der Konfliktlösung und spirituelle Feldbildung gehören zum Programm des Projekts.

## Ausgangslage
Von Juden, Christen und Muslimen wird Jerusalem die „Heiligen Stadt“ genannt. Für die drei Abrahamitischen Religionen ist sie einzigartig. Durch die verschiedenen Haltungen und Ansprüche der Bewohner aus den verschiedenen Ethnien ergeben sich massive Konflikte. Mehrere Organisationen bemühen sich durch intensive Netzwerkarbeit um Frieden in der schwierigen Situation.

## Vision und Zielsetzung
Eine Vision die Mehrheit der Bewohner Jerusalems haben, ist der Mythos „Jerusalem, heilige Stadt des Friedens“. Die Vision von Jerusalem als einer offenen Stadt nährt sich nicht zuletzt aus dem prophetischen Erbe (Micha und Jesaja), welches den drei abrahamitischen Religionen heilig ist und das inzwischen zu den Schätzen der Menschheit gehört. Diese Texte enthalten Leitlinien für Jerusalem und für die Menschheit.
- „Schwerter werden zu Pflugscharen“ (Mi 4,3 EU) – Umrüstung und Abrüstung[1]
- „Man übt nicht mehr für den Krieg“ (Mi 4,3 EU) – Einübung und Aufbau einer Friedenskultur
- „Jeder betet den Namen seines Gottes an“ (Mi 4,5 EU) – interreligiöser und interkultureller Dialog auf der Basis gegenseitiger Wertschätzung.

Ersehnte Ziele sind das Erlernen von Versöhnung durch friedlichen Dialog, bewusste Zusammenarbeit z. B. bezüglich Bildung, Wirtschaftsnormen, Gesundheitserziehung, -pflege -vorsorge, Kunst und Spiritualität.

## Strategie
In gemeinsamen Projekten und Aktionen der Kooperationspartner soll das gegenseitige Verständnis und der Respekt zwischen Israelis und Palästinensern vertieft werden. Das gemeinsame Vorgehen soll die Aufmerksamkeit und Unterstützung von Politikern, Unternehmern, Wissenschaftlern, Nichtregierungsorganisationen (NGOs) und Medienschaffenden auf sich ziehen, um durch ein weltweites Engagement Jerusalem zu einem Zentrum werden zu lassen, in dem der Weltfriede modellhaft eingeübt und vorgelebt werden kann.
Die Projekte sollen folgende Themen abdecken: „Heimat-Stadt“ / Heilige Stätten / Internationale Universität / freier Zugang zu und Austausch von Gütern, Menschen und Wissen / Grundausbildung / Kulturmeile / Altstadt / Geschäftsdistrikt / Zentrum für Wissen und Konfliktlösung.

## Konkrete Tätigkeiten

### Projekte
Projekte sind zum Beispiel:
- Der Aufbau eines internationalen Netzwerks, das für die Schaffung der Weltfriedensstadt Jerusalem eintritt
- Organisation von Bildungs- und Bewusstseinskampagnen
- Schaffung gemeinsamer Treffpunkte und Räume für die nachhaltige Begegnung von Palästinensern und Israelis
- Entwicklung der Stadtteile mit kosmopolitisch gemischter Bevölkerung, bestehend aus den drei monotheistischen Religionen beider Nationalitäten, Palästinensern und Israelis.

### Kontakt mit der UNO
Bereits im Januar 2009 brachte das Lassalle-Institut die Partner aus Ost- und West-Jerusalem mit Vertretern der UNO, inklusive des Schweizer Botschafters Peter Maurer, in Verbindung. In den Jahren 2009 und 2010 vernetzte das Lassalle-Institut das IPCC und das FI mit den Büros des Entwicklungsprogramms der Vereinten Nationen und der Europäischen Kommission in Jerusalem. Die Leiter des Jerusalem-Projekts innerhalb des Lassalle-Instituts, Niklaus Brantschen und Pia Gyger, leben ab Frühjahr 2010 zweimal jährlich für mehrere Wochen in Jerusalem, um vor Ort die Vernetzungsarbeit voranzutreiben.

### Jerusalem: The Global Challenge
Vom 14. bis 16. Oktober 2010 hat mit Unterstützung des Eidgenössischen Departements für auswärtige Angelegenheiten und des Büros der Europäischen Kommission in Ost-Jerusalem im „Pontifical Institute Notre Dame of Jerusalem Center“ die 1. Internationale Konferenz unter dem Titel Jerusalem: The Global Challenge stattgefunden. Israelis, Palästinenser und Vertreter der internationalen Gemeinschaft sind zusammengekommen, um sich für die Vision Offenes Jerusalem zu sensibilisieren und die Umsetzung der folgenden Projekte voranzutreiben: „City of Knowledge“, „Sensitivity Map“ und „Affordable Housing“.